# Theodor Andrei
Theodor Octavian Andrei (ur. 9 października 2004 w Bukareszcie) – rumuński piosenkarz. Reprezentant Rumunii w 67. Konkursie Piosenki Eurowizji (2023).

## Życiorys
W 2017 roku wystąpił w Vocea României Junior (rumuńskiej wersji programu The Voice Kids), gdzie przeszedł do półfinału. W 2020 roku wziął udział w lokalnej wersji programu X Factor, gdzie odpadł na etapie bootcampów. W 2022 roku wydał pierwszy swój album Fragil. W tym samym roku otrzymał nagrodę Myosotis na Radar de Media Awards za najlepszą kreację piosenkarza i autora tekstów, za piosenkę „Artist”.
W grudniu 2022 roku został ogłoszony jednym z uczestników rumuńskich selekcji do Konkursu Piosenki Eurowizji, Selecția Națională 2023, utwór, z którym wystąpił w preselekcjach „D.G.T (Off And On)” był już wydany na jego albumie we współpracy z Lucą Udățeanu, z tej okazji ukazała się 3-minutowa wersja solowa utworu, maksymalny czas trwania utworu podczas Eurowizji. 11 lutego 2023 roku odbył się finał selekcji, w którym ostatecznie zwyciężył, tym samym otrzymał promocję do reprezentowania Rumunii w 67. Konkursie Piosenki Eurowizji w Liverpoolu.

## Dyskografia

### Albumy
| Rok  | Dane dot. albumu                                                                                          |
| ---- | --- |
| 2022 | Fragil - Wydany: 15 października 2022 - Wytwórnia: Selective Studio - Format: digital download, streaming |

### Single
| Rok  | Tytuł                                       | Album  |
| ---- | ------------------------------------------- | ------ |
| 2017 | „Young and Sweet”                           | –      |
| 2018 | „Și dacă azi zâmbesc”                       | –      |
| 2019 | „Stelele de pe cer”                         | –      |
| 2019 | „Nu te mira ca nu te place”                 | –      |
| 2020 | „Nu le place”                               | –      |
| 2020 | „Nu mai vreau sentimente” (oraz Oana Velea) | Fragil |
| 2020 | „Beatu’ asta fire”                          | –      |
| 2020 | „Crăciunul ăsta”                            | –      |
| 2021 | „Genul meu”                                 | Fragil |
| 2021 | „Selectiv”                                  | Fragil |
| 2021 | „Tatuaj”                                    | Fragil |
| 2022 | „Țigări mentolate” (oraz Valentina)         | Fragil |
| 2022 | „Prigoria Teen Fest” (oraz Shtrood)         | –      |
| 2022 | „D.G.T. (Off and On)”                       | Fragil |